# Beterraba-de-mesa
A beterraba de mesa é uma hortaliça do tipo Baetoideo que possui coloração vermelha e é plantada em regiões de diversos climas mas se desenvolve melhor em regiões quentes. Ela é originaria da Europa e da África sul e sudeste da Europa, norte da Africa. Existem relatos dela sendo plantada desde 1.000 AEC, na Sicília. Ela também é conhecida como beterraba de jardim, beterraba açucarada, beterraba vermelha, ou beterraba dourada. Ela é a parte principal da raiz da hortaliça. Ela é muito consumida no Brasil e na America do Norte além de também ser produzida nesses países. Ela possui vitamina A, B6, C e D, cálcio, ferro e magnésio.